# Triângulo das Bermudas
O Triângulo das Bermudas, também conhecido como Triângulo do Diabo, é uma região vagamente definida no Oceano Atlântico Norte, delimitada aproximadamente pela Flórida, Bermudas e Porto Rico. Desde meados do século XX, tornou-se o foco de uma lenda urbana que sugere que muitas aeronaves, navios e pessoas desapareceram lá sob circunstâncias misteriosas. No entanto, investigações extensas feitas por fontes confiáveis, incluindo o governo dos Estados Unidos e organizações científicas, não encontraram evidências de atividade incomum, atribuindo os incidentes relatados a fenômenos naturais, erro humano e interpretações equivocadas.

## Origens
A primeira sugestão de desaparecimentos incomuns na área das Bermudas surgiu em um artigo escrito por Edward Van Winkle Jones, do Miami Herald, que foi distribuído pela Associated Press e apareceu em vários jornais americanos em 17 de setembro de 1950.
Dois anos depois, a revista Fate publicou "Sea Mystery at Our Back Door" (“Mistério no Mar à Nossa Porta”), um artigo curto de George X. Sand, que foi o primeiro a delinear a agora famosa área triangular onde as perdas ocorreram. Sand relatou o desaparecimento de vários aviões e navios desde a Segunda Guerra Mundial: o desaparecimento do Sandra, um cargueiro; a perda em dezembro de 1945 do Voo 19, um grupo de cinco bombardeiros torpedeiros da Marinha dos EUA em missão de treinamento; o desaparecimento em janeiro de 1948 do Star Tiger, um avião de passageiros da British South American Airways (BSAA); o desaparecimento em março de 1948 de um barco de pesca com três homens, incluindo o jóquei Albert Snider; o desaparecimento em dezembro de 1948 de um voo charter de um DC-3 da Airborne Transport, que ia de Porto Rico para Miami; e, em janeiro de 1949, o desaparecimento do Star Ariel, outro avião de passageiros da BSAA.
O caso do Flight 19 foi novamente abordado na edição de abril de 1962 da The American Legion Magazine. Nela, o autor Allan W. Eckert escreveu que o líder do voo foi ouvido dizendo: “Não podemos ter certeza de nenhuma direção... tudo está errado... estranho... o oceano não parece como deveria.” Em fevereiro de 1964, Vincent Gaddis escreveu um artigo chamado "The Deadly Bermuda Triangle" (“O Mortal Triângulo das Bermudas”) na revista Argosy, afirmando que o Flight 19 e outros desaparecimentos faziam parte de um padrão de eventos estranhos na região, datando pelo menos desde 1840. No ano seguinte, Gaddis expandiu esse artigo em um livro chamado Invisible Horizons.
Outros escritores desenvolveram as ideias de Gaddis, incluindo John Wallace Spencer (Limbo of the Lost, 1969, republicado em 1973); Charles Berlitz (O Triângulo das Bermudas); e Richard Winer (The Devil's Triangle, 1974). Vários desses autores incorporaram elementos sobrenaturais.

### Área do Triângulo
O artigo de Sand na Fate descreveu a área como "um triângulo aquático delimitado aproximadamente pela Flórida, Bermudas e Porto Rico".:12 O artigo de Gaddis na Argosy definiu ainda mais os limites, dando seus vértices como Miami, San Juan e Bermudas. Escritores posteriores nem sempre seguiram essa definição. Alguns deram limites e vértices diferentes para o triângulo, com a área total variando de 1,3 a 3,9 milhões de km². De fato, alguns autores chegaram a estendê-lo até a costa da Irlanda, segundo um programa da BBC de 1977. Consequentemente, a determinação de quais acidentes ocorreram dentro do triângulo depende de qual escritor os relatou.

## Críticas ao conceito

### Larry Kusche
Larry Kusche, autor de The Bermuda Triangle Mystery: Solved (1975), argumentou que muitas das alegações feitas por Vincent Gaddis e escritores subsequentes eram exageradas, duvidosas ou impossíveis de verificar. As pesquisas de Kusche revelaram uma série de imprecisões e inconsistências entre os relatos de Berlitz e os depoimentos de testemunhas, participantes e outras pessoas envolvidas nos incidentes originais.
Kusche destacou casos em que informações importantes não foram relatadas, como no desaparecimento do velejador Donald Crowhurst, que Berlitz apresentou como um mistério, apesar de haver provas claras em sentido contrário. Outro exemplo foi o de um navio cargueiro, que Berlitz descreveu como desaparecido sem deixar rastros três dias após sair de um porto no Atlântico, quando, na verdade, o navio havia desaparecido três dias após sair de um porto com o mesmo nome, mas localizado no Oceano Pacífico.
Kusche também argumentou que uma grande parte dos incidentes que alimentaram as alegações sobre a influência misteriosa do Triângulo, na verdade, ocorreram bem fora dos limites da área. Muitas vezes, sua pesquisa era simples: ele consultava jornais da época dos incidentes relatados e encontrava notícias sobre eventos possivelmente relacionados, como condições meteorológicas adversas, que nunca eram mencionados nas histórias de desaparecimentos.
Kusche concluiu que:
- O número de navios e aeronaves desaparecidos na área não era significativamente maior, proporcionalmente, do que em qualquer outra parte do oceano.
- Em uma região frequentemente afetada por ciclones tropicais, o número de desaparecimentos que realmente ocorreram não era, na maioria dos casos, desproporcional, improvável ou misterioso.
- Além disso, Berlitz e outros autores frequentemente não mencionavam essas tempestades e, às vezes, até apresentavam os desaparecimentos como ocorridos em condições de mar calmo, quando os registros meteorológicos claramente contradiziam isso.
- Os próprios números foram inflados por pesquisas descuidadas. Por exemplo, o desaparecimento de um barco poderia ser noticiado, mas seu eventual retorno ao porto — ainda que tardio — não era posteriormente informado.
- Alguns desaparecimentos considerados misteriosos, na realidade, não eram. Berlitz, por exemplo, citou um avião que se acreditava ter desaparecido em 1937, mas que, na verdade, caiu na costa de Daytona Beach, na Flórida, na frente de centenas de testemunhas.[17]
- Kusche concluiu que a lenda do Triângulo das Bermudas é um mistério fabricado, perpetuado por escritores que, intencionalmente ou não, se aproveitaram de equívocos, raciocínios falhos e sensacionalismo.

### Outras respostas
Quando o programa de televisão britânico The Bermuda Triangle (1992) foi produzido por John Simmons, da Geofilms, para a série Equinox, o mercado de seguros marítimos Lloyd's de Londres foi questionado se um número anormalmente grande de navios havia afundado na área do Triângulo das Bermudas. O Lloyd's concluiu que não houve um número elevado de naufrágios na região. A empresa não cobra taxas de seguro mais altas para embarcações que atravessam essa área. Os registros da Guarda Costeira dos Estados Unidos confirmam essa conclusão. Na verdade, o número de desaparecimentos supostamente ocorridos é relativamente insignificante, considerando o volume de navios e aeronaves que passam regularmente por lá.
A própria Guarda Costeira também se mostra oficialmente cética em relação ao Triângulo, destacando que, através de suas investigações, coleta e publica uma ampla documentação que contradiz muitos dos relatos divulgados pelos autores que defendem o mistério. Em um desses casos, envolvendo a explosão e o naufrágio do petroleiro V. A. Fogg em 1972, a Guarda Costeira fotografou os destroços e recuperou vários corpos, contrastando com a alegação de um autor que dizia que todos os corpos haviam desaparecido, com exceção do capitão, que teria sido encontrado sentado em sua cabine, à mesa, segurando uma xícara de café. Além disso, o V. A. Fogg afundou na costa do Texas, bem longe dos limites geralmente aceitos do Triângulo.
O programa Nova/Horizon exibiu, em 27 de junho de 1976, o episódio The Case of the Bermuda Triangle. O episódio foi bastante crítico, afirmando que "Quando voltamos às fontes originais ou às pessoas envolvidas, o mistério simplesmente desaparece. A ciência não precisa responder perguntas sobre o Triângulo porque essas perguntas não são válidas... Navios e aviões se comportam no Triângulo da mesma forma que em qualquer outro lugar do mundo."
Pesquisadores céticos, como Ernest Taves e Barry Singer, observaram como os mistérios e o paranormal são temas extremamente populares e lucrativos. Isso levou à produção de uma enorme quantidade de material sobre tópicos como o Triângulo das Bermudas. Eles conseguiram demonstrar que parte desse material favorável ao paranormal frequentemente é enganoso ou impreciso, mas seus produtores continuam a comercializá-lo. Assim, eles afirmam que o mercado é tendencioso a favor de livros, programas de TV e outras mídias que reforçam o suposto mistério do Triângulo, e desfavorece materiais bem pesquisados que adotam uma visão cética.
Em um estudo realizado em 2013, o Fundo Mundial para a Natureza (WWF) identificou as 10 áreas marítimas mais perigosas do mundo para a navegação — e o Triângulo das Bermudas não estava entre elas.
Benjamin Radford, autor e investigador científico de fenômenos paranormais, comentou em uma entrevista sobre o Triângulo das Bermudas que pode ser muito difícil localizar uma aeronave perdida no mar, devido à vasta área de busca. Embora o desaparecimento possa parecer misterioso, isso não significa que seja algo paranormal ou inexplicável. Radford também destacou a importância de conferir e checar cuidadosamente as informações, pois o mistério em torno do Triângulo das Bermudas foi criado por pessoas que negligenciaram esse cuidado.
A NOAA atribui a maioria dos desaparecimentos no Triângulo a fatores ambientais, como furacões, mudanças súbitas no clima provocadas pela Corrente do Golfo e águas rasas perigosas. A Marinha dos Estados Unidos rejeita qualquer explicação sobrenatural, enfatizando causas naturais e erro humano. Além disso, o Conselho de Nomes Geográficos dos EUA não reconhece o Triângulo das Bermudas como uma localização oficial, devido à falta de evidências que o distingam de outras regiões oceânicas.

## Tentativas de explicação hipotética
Pessoas que aceitam o Triângulo das Bermudas como um fenômeno real têm oferecido uma série de abordagens explicativas.

### Explicações naturais

#### Variações nas bússolas
Os problemas com bússolas são um dos mais citados em vários incidentes no triângulo. Enquanto alguns têm teorizado que anomalias magnéticas locais incomuns podem existir nesta área, tais anomalias não têm sido reveladas como existentes. Também deve ser lembrado que as bússolas têm variações magnéticas naturais em relação aos polos magnéticos. Por exemplo, nos Estados Unidos os únicos lugares onde o polo norte magnético e o polo norte geográfico são exatamente os mesmos estão em uma linha passando do Wisconsin até o Golfo do México. Os navegadores tem essr conhecimento há séculos, porém a maioria das pessoas talvez não estejam informados e algumas pensam que existe algo misterioso na "mudança" na bússola em uma área tão extensa, apesar de ser um fenómeno natural.
Segundo Nick Hutchings essa área é semelhante um vulcão submarino que erodiu em milhões de anos e informa a presença de magnetita em amostras do local; o material naturalmente mais magnético, pode potencialmente interferir com equipamentos de navegação, causando anomalias.

#### Atos deliberados de destruição
Os atos deliberados de destruição podem cair em duas categorias: atos de guerra, e atos de pirataria. Registros em arquivos inimigos têm sido checados por numerosas perdas; enquanto vários afundamentos têm sido atribuídos a invasores na superfície ou submarinos durante as Guerras Mundiais e documentados nos vários livros de bordo, muitos outros suspeitos de afundamento não foram provados. Suspeita-se que a perda do USS Cyclops em 1918, assim como seus navios-irmãos Proteus e Nereus na Segunda Guerra Mundial, tenha sido causada por submarinos mas não foram encontradas provas nos registros alemães.
A pirataria, que é definida como a tomada de um navio ou barco pequeno em alto-mar, é um ato que continua até os dias de hoje. Enquanto a pirataria aos cargueiros sequestrados é mais comum no oeste dos Oceanos Pacífico e Índico, o contrabando de drogas causa o roubo de barcos para operações contrabandistas, que pode ter sido o caso de desaparições de tripulações e iates no Caribe. A Pirataria no Caribe foi comum de 1560 a 1760, incluindo famosos piratas como Edward Teach (Barba Negra) e Jean Lafitte.

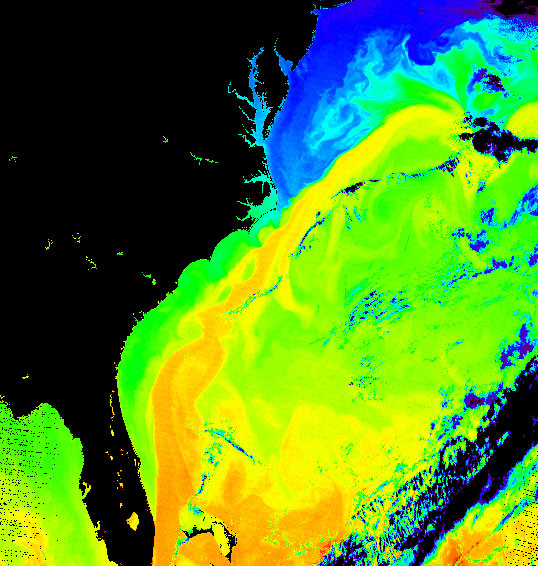
Imagem com falsas cores da Corrente do Golfo fluindo para o norte através do Oceano Atlântico Norte. (NASA)

#### Corrente do Golfo
A Corrente do Golfo é uma corrente oceânica que se origina no Golfo do México, e então passa através do Estreito da Flórida, indo ao Atlântico Norte. Em essência, é um rio dentro do oceano, e como um rio, pode e carrega objetos flutuantes. Tem uma velocidade de superfície ao redor de 2,5 m/s (6 mph). Um pequeno avião fazendo um pouso na água ou um barco tendo problema no motor serão carregados para longe da reportada posição pela corrente, como aconteceu com um cruzeiro chamado Witchcraft em 22 de Dezembro de 1967, quando foi reportado um problema no motor próximo a um marcador de boia a uma milha (1,6 km) da costa, mas o navio não estava lá quando a Guarda Costeira chegou.

#### Erro humano
Uma das explicações mais citadas em inquirimentos oficiais são as perdas de qualquer aeronave ou embarcação como sendo erro humano. Sendo deliberado ou acidental, os humanos têm sido conhecidos por cometer erros resultando em catástrofes, e perdas dentro do Triângulo das Bermudas não são exceções. Por exemplo, a Guarda Costeira citou uma falta de treinamento adequado para a limpeza do volátil resíduo de benzeno como a razão para a perda do tanque V.A. Fogg em 1972. A teimosia do ser humano pode ter sido a causa do negociante Harvey Conover perder seu iate veleiro, o Revonoc, assim que velejou ao centro de uma tempestade ao sul da Flórida em 1º de Janeiro de 1958. Muitas perdas permanecem inconclusivas devido à falta de naufrágios que poderiam ser estudados, um fato citado em muitos registros oficiais.

#### Ondas gigantes
Em vários oceanos ao redor do mundo, as ondas gigantes têm causado o afundamento de navios e a queda de plataformas de petróleo. Estas ondas são consideradas como sendo um mistério e até recentemente eram acreditadas como sendo um mito. No entanto, as ondas gigantes não explicam a perda de aviões. No entanto, o fato de que existem 300 metros de ondas presentes dentro do triângulo, os cientistas acreditam que pode ser uma razão por trás de tantos aviões afundados no mar dentro dele.

#### Hidratos de metano

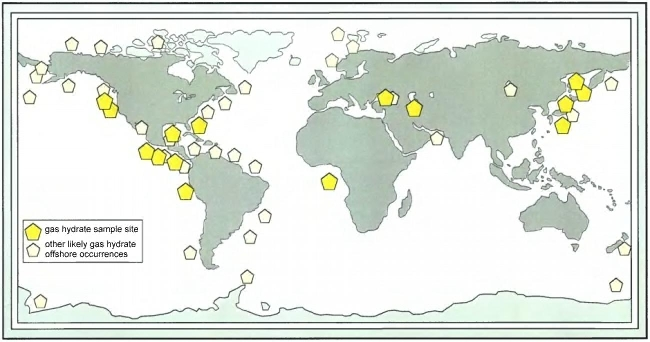
Distribuição mundial de sedimentos de hidratos de gás metano, em 1996.

Uma explicação de algumas das desaparições aponta a presença de várias zonas de hidratos de metano sobre as placas continentais.
Em 1981, o United States Geological Survey informou a aparição destes hidratos na área de Blake Ridge (no sudeste dos EUA). As erupções frequentes de metano poderiam produzir regiões de água espumosa que não dão sustentação suficiente aos barcos.

#### Formação hexagonal das nuvens
Pesquisadores da Universidade do Colorado, nos Estados Unidos, descobriram um padrão anormal na formação das nuvens naquela região. O formato dessas nuvens é geometricamente hexagonal, sendo comparada a atuação dessas com uma "bomba aérea", pois o formato dessas nuvens permitem a criação de correntes de ar superpotentes, capazes de alcançar até 274 quilômetros por hora. Essa ventania poderia ser comparada a força de um furacão. Consequentemente elas podem fazer com que o impacto do vento na água do oceano, gere ondas de até 15 metros. Tais condições naturais, são praticamente mortais, visto que é muito difícil um navio ou avião, por mais modernos que fossem, não conseguiriam enfrentar condições como estas.

#### Falácia
Alguns escritores têm sugerido que hidrato de metano liberado repentinamente na forma de bolhas gigantes de gás, com diâmetros comparáveis ao tamanho de um barco, poderia afundá-lo. Este fenômeno é fisicamente impossível.
Além disso, se fosse possível que se criasse uma bolha de gás metano desde o fundo do oceano, tal como é descrito, essa bolha gigante se romperia devido à grande pressão da água e se converteria em várias bolhas menores antes de alcançar a superfície. Ao emergir, estas bolhas formariam uma grande turbulência, mas não tanta a ponto de pôr em perigo a sustentabilidade do barco.
Ainda que as bolhas formadas em um tanque de laboratório possam ser grandes comparadas com um barco em modelo de escala, o efeito não pode ser comparado na natureza devido à relação entre as forças de tensão superficial e gravidade.

## Incidentes notáveis

### HMSAtalanta

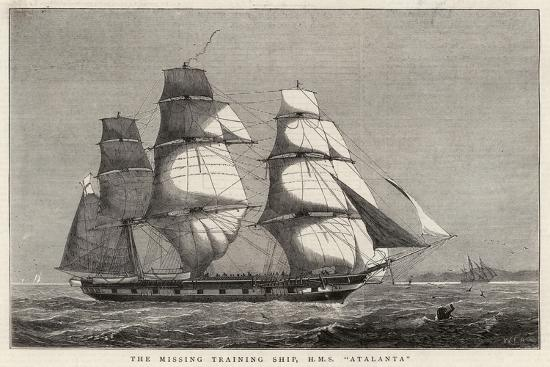
HMS Atalanta. Daily Graphic, 1880

O navio-escola HMS Atalanta (originalmente chamado HMS Juno) desapareceu com toda a sua tripulação após zarpar do Arsenal Naval Real em Bermudas com destino a Falmouth, na Inglaterra, em 31 de janeiro de 1880. Presume-se que o navio tenha afundado em uma poderosa tempestade que cruzou sua rota algumas semanas depois da partida, sendo que o fato de sua tripulação ser composta majoritariamente por marinheiros aprendizes e inexperientes pode ter sido um fator contribuinte. A busca por evidências sobre seu destino atraiu atenção mundial na época (frequentemente também se faz uma conexão com a perda do navio-escola HMS Eurydice, que naufragou após partir do Arsenal Naval em Bermudas para Portsmouth, em 6 de março de 1878). Décadas depois, alegou-se que o Atalanta teria sido vítima do misterioso Triângulo, uma alegação refutada de forma contundente pela pesquisa do autor David Francis Raine em 1997.

### USSCyclops
O incidente que resultou na maior perda de vidas da história da Marinha dos Estados Unidos, não relacionada a combate, ocorreu quando o navio cargueiro Cyclops, transportando uma carga completa de minério de manganês e com um de seus motores fora de operação, desapareceu sem deixar vestígios, com uma tripulação de 306 pessoas, em algum momento após 4 de março de 1918, após partir da ilha de Barbados. Embora não existam evidências concretas que sustentem uma única teoria, várias hipóteses independentes foram propostas, algumas culpando tempestades, outras sugerindo que o navio pode ter capotado, e outras apontando para atividade inimiga durante a guerra como causa da perda. Além disso, dois navios irmãos do Cyclops, o Proteus e o Nereus, também foram perdidos no Atlântico Norte durante a Segunda Guerra Mundial. Ambos transportavam cargas pesadas de minério metálico, semelhantes àquela carregada pelo Cyclops em sua viagem fatal. Nos três casos, acredita-se que a causa mais provável do naufrágio tenha sido falha estrutural decorrente de sobrecarga com um material muito mais denso do que aquele para o qual os navios foram originalmente projetados.

### Carroll A. Deering

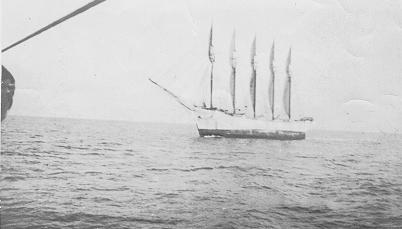
A escuna Carroll A. Deering, vista do farol de Cape Lookout em 29 de janeiro de 1921, dois dias antes de ser encontrada abandonada na Carolina do Norte. (Guarda Costeira dos EUA)

O Carroll A. Deering, um saveiro de cinco mastros construído em 1919, foi encontrado encalhado e completamente abandonado em Diamond Shoals, próximo ao Cabo Hatteras, na Carolina do Norte, em 31 de janeiro de 1921. A investigação conduzida pelo FBI examinou, e posteriormente descartou, várias teorias sobre por que e como o navio foi abandonado, incluindo pirataria, sabotagem comunista doméstica e envolvimento de contrabandistas de bebidas alcoólicas.

### Voo 19

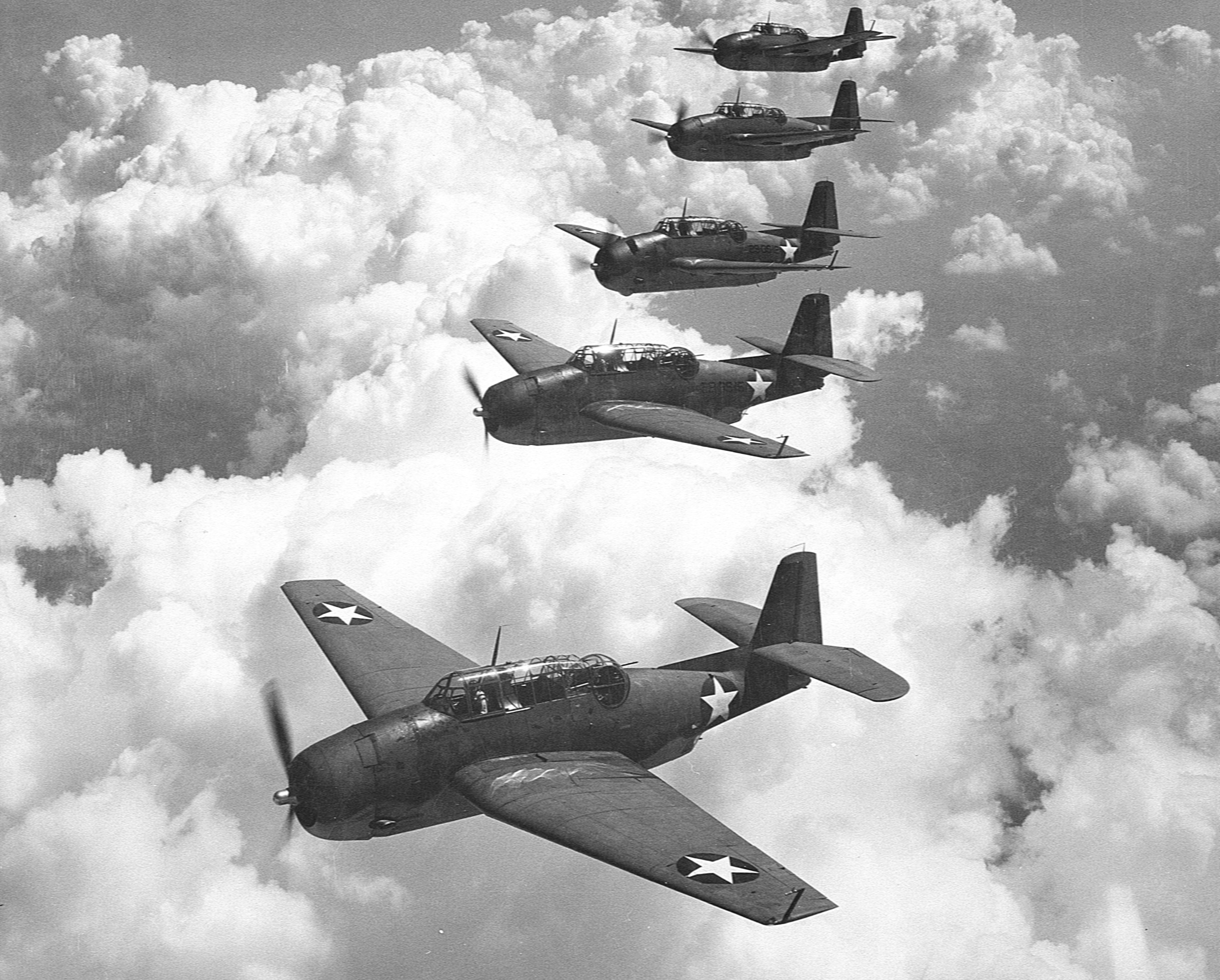
Avengers da Marinha dos EUA, semelhantes aos do voo 19

O Voo 19 foi um voo de treinamento composto por cinco bombardeiros torpedeiros TBM Avenger que desapareceram em 5 de dezembro de 1945, enquanto sobrevoavam o Atlântico. O plano de voo da esquadrilha previa seguir diretamente para leste a partir de Fort Lauderdale por 227 km, depois para o norte por 117 km e, por fim, retornar em um trecho final de 225 km para completar o exercício. O voo nunca retornou à base. Investigadores da Marinha atribuíram o desaparecimento a um erro de navegação, que levou as aeronaves a ficarem sem combustível.
Uma das aeronaves de busca e salvamento enviada para procurá-los, um PBM Mariner com 13 tripulantes, também desapareceu. Um navio petroleiro na costa da Flórida relatou ter visto uma explosão e observado uma grande mancha de óleo enquanto procurava, sem sucesso, por sobreviventes. O clima estava se tornando tempestuoso no final do incidente. De acordo com fontes contemporâneas, os aviões Mariner tinham um histórico de explosões causadas por vazamentos de vapor de combustível, especialmente quando estavam carregados para missões de longa duração, como seria o caso de uma operação de busca e salvamento.

### Star TigereStar Ariel
O G-AHNP Star Tiger desapareceu em 30 de janeiro de 1948, em um voo dos Açores para Bermudas; o G-AGRE Star Ariel desapareceu em 17 de janeiro de 1949, em um voo de Bermuda para Kingston, na Jamaica. Ambos eram aviões de passageiros Avro Tudor IV operados pela British South American Airways. As duas aeronaves operavam no limite máximo de seu alcance, e qualquer pequeno erro ou falha no equipamento poderia impedir que chegassem à pequena ilha.

### Douglas DC-3
Em 28 de dezembro de 1948, um avião Douglas DC-3, de número NC16002, desapareceu durante um voo de San Juan, em Porto Rico, para Miami. Nunca foram encontrados vestígios da aeronave ou das 32 pessoas a bordo. Uma investigação do Civil Aeronautics Board concluiu que havia informações insuficientes para determinar uma causa provável para o desaparecimento.

### Connemara IV
Um iate de recreio foi encontrado à deriva no Atlântico, ao sul de Bermuda, em 26 de setembro de 1955. Segundo relatos (Berlitz, Winer), a tripulação desapareceu enquanto o iate sobreviveu a três furacões no mar. A temporada de furacões do Atlântico de 1955 mostra que o Furacão Ione passou nas proximidades entre 14 e 18 de setembro, com Bermuda sendo afetada por ventos quase de força de tempestade. No seu segundo livro sobre o Triângulo das Bermudas, Winer citou uma carta que recebeu do Sr. J.E. Challenor, de Barbados:
Na manhã de 22 de setembro, o Connemara IV estava preso a uma amarração pesada na enseada aberta de Carlisle Bay. Devido à aproximação do furacão, o proprietário reforçou as amarras e lançou duas âncoras adicionais. Pouco mais pôde ser feito, pois aquela era a única âncora disponível no local exposto. ... Em Carlisle Bay, o mar após a passagem do Furacão Janet estava impressionante e perigoso. O proprietário do Connemara IV observou que ele havia desaparecido. Uma investigação revelou que o iate havia se soltado das amarras e seguido para o mar.

### KC-135 Stratotankers
Em 28 de agosto de 1963, dois aviões-tanque KC-135 Stratotanker da Força Aérea dos Estados Unidos colidiram e caíram no Atlântico, a cerca de 480 km a oeste de Bermudas. Alguns autores afirmam que, embora as duas aeronaves realmente tenham colidido, existiam dois locais de queda distintos, separados por mais de 260 km de distância. No entanto, a pesquisa de Larry Kusche revelou que a versão não confidencial do relatório da investigação da Força Aérea mostrou que o campo de destroços que supostamente definia o segundo “local de queda” foi examinado por um navio de busca e salvamento, que descobriu que se tratava apenas de uma massa de algas, madeira à deriva e uma velha boia.